# Bevern (Essen)
Bevern ist ein Ortsteil der Gemeinde Essen (Oldenburg) im Landkreis Cloppenburg in Niedersachsen.

## Geschichte

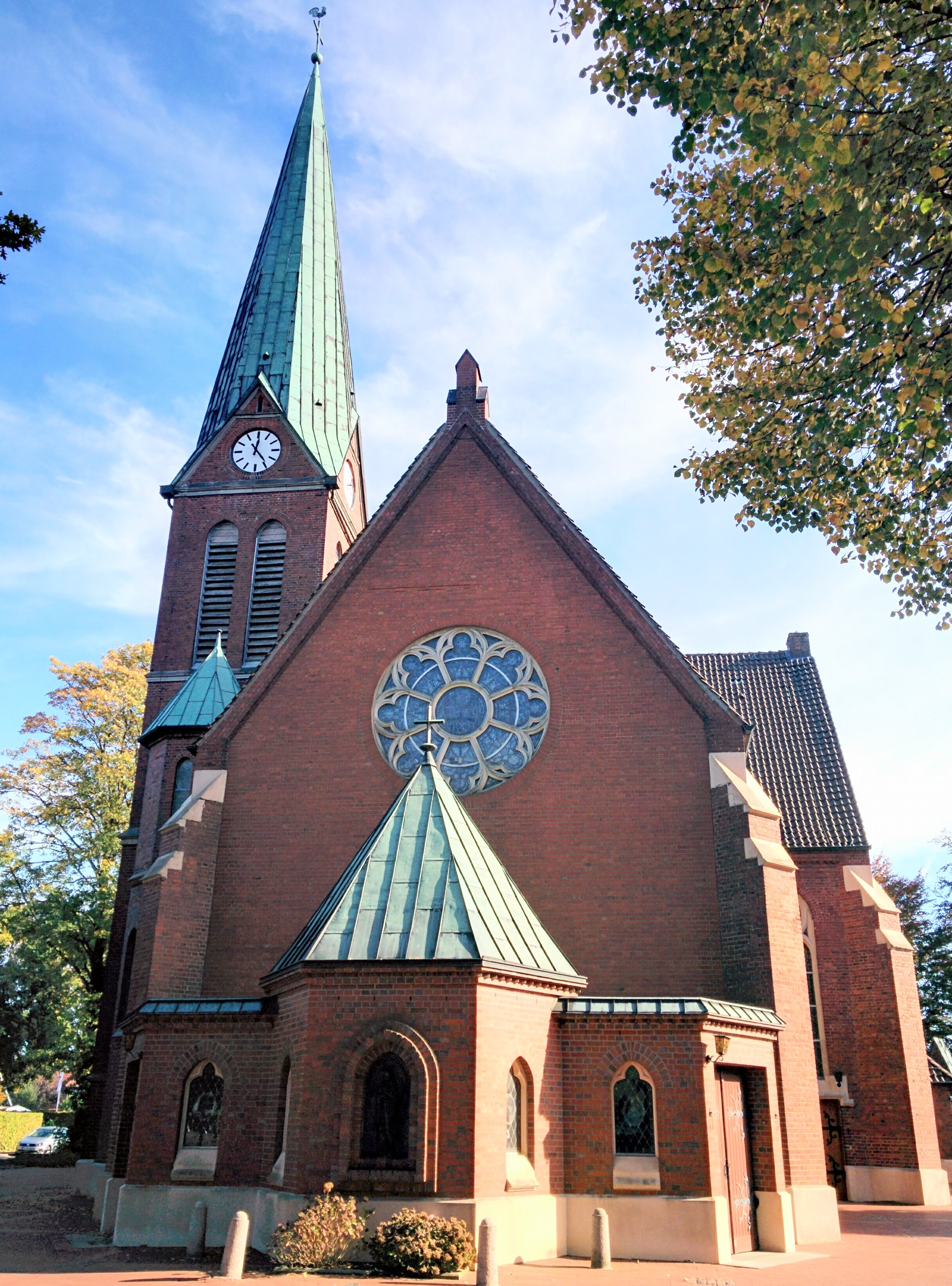
Die Kirche St. Marien in Bevern

Der heutige Ortsteil Bevern wurde vermutlich im 13. Jahrhundert in einer Urkunde des Bischofs Otto von Münster als Namensanhang des Ritter Gerlacus de Beveren erwähnt. Der Ortsteil Bevern wurde im Jahr 1922 ein eigenes Kirchspiel und befindet sich heute zwischen den Bauerschaften Addrup und Uptloh.
In Bevern gibt es eine katholische Grundschule, einen Kindergarten, die Kirche St. Marien und eine Filiale der Volksbank Essen-Cappeln.

### Einwohnerentwicklung
| Jahr | Einwohnerzahl |
| ---- | ------------- |
| 1651 | 048           |
| 1880 | 304           |
| 1910 | 317           |
| 1950 | 807           |
| 2000 | 657           |